# Exacum marojejyense
Exacum marojejyense är en gentianaväxtart som beskrevs av Jean-Henri Humbert. Exacum marojejyense ingår i släktet Exacum och familjen gentianaväxter. Inga underarter finns listade i Catalogue of Life.